# Chainça
Chainça é uma povoação portuguesa do Município de Leiria que foi sede da extinta Freguesia de Chainça, freguesia que tinha 5,42 km² de área e 772 habitantes (2011), e, por isso, uma densidade populacional de 142,4 hab/km².
A Freguesia de Chaínça fora criada em 29 de Agosto de 1989, por desanexação de território da Freguesia de Santa Catarina da Serra, e foi extinta em 2013, no âmbito de uma reforma administrativa nacional, para, de novo em conjunto com a Freguesia de Santa Catarina da Serra, formar uma nova freguesia denominada União das Freguesias de Santa Catarina da Serra e Chainça com sede em Santa Catarina da Serra.
Em 1991 tinha 693 habitantes.

## População
| População da freguesia de Chainça | População da freguesia de Chainça | População da freguesia de Chainça | População da freguesia de Chainça | População da freguesia de Chainça | População da freguesia de Chainça | População da freguesia de Chainça | População da freguesia de Chainça | População da freguesia de Chainça | População da freguesia de Chainça | População da freguesia de Chainça | População da freguesia de Chainça | População da freguesia de Chainça | População da freguesia de Chainça | População da freguesia de Chainça |
| --------------------------------- | --------------------------------- | --------------------------------- | --------------------------------- | --------------------------------- | --------------------------------- | --------------------------------- | --------------------------------- | --------------------------------- | --------------------------------- | --------------------------------- | --------------------------------- | --------------------------------- | --------------------------------- | --------------------------------- |
| 1864                              | 1878                              | 1890                              | 1900                              | 1911                              | 1920                              | 1930                              | 1940                              | 1950                              | 1960                              | 1970                              | 1981                              | 1991                              | 2001                              | 2011                              |
|                                   |                                   |                                   |                                   |                                   |                                   |                                   |                                   |                                   |                                   |                                   |                                   | 693                               | 815                               | 772                               |

Criada pela Lei n.º 76/89  ,  de 29 de Agosto, com lugares desanexados da freguesia de Santa Catarina da Serra

## Atividades Económicas
O ramo da construção e o comércio por Grosso e a Retalho são as grandes actividades económicas da população na freguesia.

## Património
- Igreja Matriz
- Cruzeiro da Capela
- Moinhos de vento

## Eventos Culturais (Festas populares e religiosas)
- Santa Quitéria (Setembro)